# Еозинофилни гранулом
Еозинофилни гранулом (ЕГ) је најблажа варијанта хистиоцитозе Лангерхансових ћелија  које  потичу из мелоидних дендритских ћелија, а не из коже. ЕГ је најчешћи облик хистиоцитозе Лангерхансових ћелија. ЕГ је доброћудни рак сличан поремећају који се карактерише абнормалном пролиферацијом ћелија дендритског порекла које представљају антиген, познат као Лангерхансова ћелија.   
Болест највише погађа аксијални скелет, односно лобању, кост вилице, кичму, карлицу, ребра и дуге кости. Лезије дугих костију се првенствено налазе у дијафизи. У костима то је тумору - слична пролиферација Ланферхансових ћелија. ЕГ лезије у костима могу бити солитарне или мултифокалне. Поред кости ЕП често захвата мека ткива. Нападнуто место на кости различито је код деце и одраслих. Код деце најчешће захваћена кост је лобања (чеона кост), за разлику од одраслих, где је вилица чешће захваћена. Грудна кичма је најчешће захваћена код деце, за разлику од вратне кичме код одраслих. Остала мање често захваћена места укључују кожу, хипофизу, плућа, мозак, јетру, слезину и гастроинтестинални тракт.  ЕГ чини мање од 1% свих тумора костију. 
Клиничка слика се испољава боловима у пределу оштећене кости. Могу да се јаве патолошки преломи и неуролошке компликације. 
Рендгенски се утврђује разређење медулског дела кости. На месту промене нема општих знакова. Дијагнозу једино потврђује хистолошки преглед ткива. 
Презентација ЕГ је или изолована (која ретко захтева лечење), или мултисистемска, која захтева агресивну терапију. Лечење се састоји у киретажи или примени X зрака само онда када постоје промене на костима које могу угрозити живот.

## Историја
Lichtenstein и Jaffeе први су увели  1940. године термин еозинофилни гранулом.  Lichtenstein је нешто касније (1953. године) сврстао еозинофилни гранулом, Hand-Schuller-Christian-ову болест и Letterer-Siwe-ову болест под поремећај хистиоцитозе Х који се односи на пролиферацију хистиоцита (Лангерхансових ћелија)  непознате етиологије.
Овај поремећај је данас познати као хистиоцитоза Лангерхансових ћелија (ХЛЋ).  

## Епидемиологија
Еозинофилни гранулом (ЕГ) је редак поремећај са инциденцом од:
- 4 до 5 случајева на милион годишње код деце млађе од 15 година,

- 1 до 2 случаја на милион годишње код одраслих.[9]

Расне разлиге
Инциденција је већа код беле популације северноевропског порекла и Хиспанаца него код црне расе. 
Сраросне разлике
Погађа децу, адолесценте и младе одрасле особе, при чему је најчешће оболела старосна група од 5 до 10 година. Просечна старосна група пацијената са појединачним лезијама костију је 5,5 година, а са вишеструким лезијама костију 4,5 године. 
Полне разлике
Мушкарци су нешто више погођени него жене, са мушко-женским односом1,2:1. 
Наслеђивање
Мало је пријављених случајева ЕГ код истих чланова породице. Образац наслеђивања није добро препознат.
Еозинофилни гранулом у плућима
Еозинофилни гранулом у плућима је редак поремећај, а права преваленција није позната. Мање од 5% пацијената који су имали биопсију плућа за интерстицијску болест плућа дијагностикован је са ЕГ плућа.  Јапанска студија је проценила преваленцију ЕГ плућа на 0,27 мушкараца и 0,07 жена на 100.000 становника на основу отпустне дијагнозе током једне године.

## Етиологија
У току је расправа о томе да ли је еозинофилни гранулом (ЕГ) реактиван или неопластични процес. Раније се сматрало да је хистиоцитоза оболење слично канцеру, али однедавно научници сматрају да је у питању аутоимуни феномен у коме оштећене ћелије нападају тело радије него да се боре против инфекције Неке форме су инаследне.
Абнормална пролиферација Лангерхансових ћелија карактерише ЕГ. Лангерхансове ћелије су изведене из мононуклеарне ћелије и прекурсора дендритске линије. Обично се налазе у коштаној сржи са способношћу да мигрирају у ткива и делују као ћелије које представљају антиген Т лимфоцитима. 
Пролиферација Лангерхансових ћелија може бити изазвана вирусном инфекцијом (Епштајн-Бар вирусом, Хуманим Херпес вирусом-6), бактеријама и имунолошком дисфункцијом што доводи до повећања цитокина као што су интерлеукин-1 и интерлеукин-10.
ЕГ плућа има јаку везу са пушењем цигарета.  Хистиоцитоза Лангерхансових ћелија се сада сматра инфламаторном мијелоидном неоплазмом у ревидираној класификацији Хистиоцитног друштва из 2016. године. Акумулација Лангерхансових ћелија у плућима настаје као одговор на излагање диму цигарета. У прилог овој хипотези иде налаз да су почетни хистолошки и радиографски налази перибронхијални. За болест је вероватно одговорна антигена стимулација из једне или више компоненти дима цигарета. 

## Патофизиологија
Патофизиологија еозинофилног гранулома (ЕГ) није јасно схваћена. Лангерхансове ћелије су диференциране ћелије дендритског ћелијског система и уско су повезане са линијом моноцита-макрофага. Ове ћелије које представљају антиген се нормално налазе у кожи, ретикулоендотелном систему, срцу, плеури и плућима. Могу се идентификовати имунохистохемијским бојењем или присуством Бирбекових гранула путем електронског микроскопа. Верује се да то може бити или због реактивног или неопластичног процеса. Било је извештаја који сугеришу соматске мутације (мутација повећања функције) у гену БРАФ В600Е у 50% случајева. Такође, мутације МАП2К1 се налазе у 21% случајева.  Хистиоцитоза Лангерхансових ћелија била је повезана са мутацијама Рас-ЕРК пута.
Студије су од тада известиле да 100% случајева показује фосфорилацију ЕРК.  Протеин који производи БРАФ ген је део сигналног пута познатог као РАС/МАПК пут који регулише пролиферацију, диференцијацију, миграцију и апоптозу ћелија. Ова мутација доводи до прекомерно активног протеина који константно шаље сигнал језгру за раст и пролиферацију, што потом доводи до стварања ЕГ услед абнормалне пролиферације Лангерхансових ћелија. Ово може укључивати скелетни систем или друге органске системе. У зависности од фазе сазревања дендритске ћелије када дође до мутације, то је клиничка слика — што је ћелија зрелија, то је мање системско захваћеност. Откривено је да Лангерхансове ћелије које инфилтрирају више органских система имају мутацију гена БРАФ, што је показало добар одговор на хемотерапију.

### Хистопатологија
Хистопатолошки преглед је неопходан за дијагнозу еозинофилне грануломатозе (ЕГ) да би се разликовала од других стања као што су инфекције, малигнитет и бенигни тумори кости пошто су њихова клиничка слика и лабораторијски налази донекле слични.